# Camilla Battista Varano

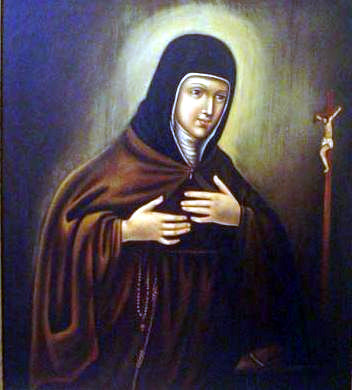
Camilla Battista Varano

Camilla Battista Varano (* 9. April 1458 in Camerino, Marken; † 31. Mai 1524 ebenda) war eine italienische Klarissin und Mystikerin. Sie wird in der katholischen Kirche als Heilige verehrt.

## Leben

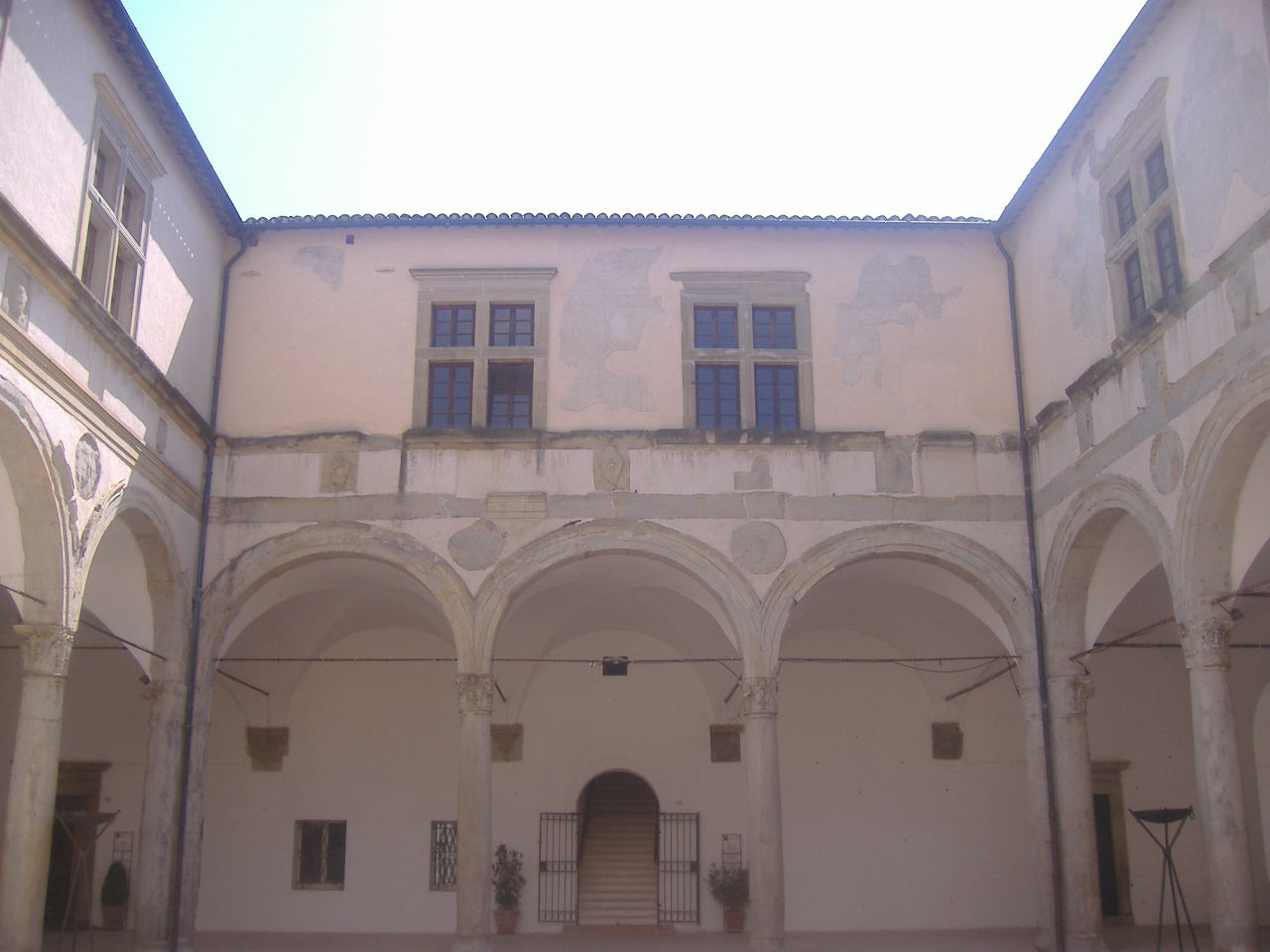
Palast des Herzogs von Camerino

Camilla Varano war eine Prinzessin, die Tochter des Herzogs von Camerino und dem einstigen Generalkommandanten der Venezianer Giulio Cesare da Varano. Sehr früh entwickelte sie eine tiefe Beziehung zum Leiden Jesu. Hiervon handeln auch ihre späteren Schriften, ohne den für die hl. Margareta Maria Alacoque charakteristischen Sühnegedanken zu entfalten. Durch ihre Schriften, von denen viele noch unveröffentlicht sind, wurde sie eine Wegbereiterin der neuzeitlichen Herz-Jesu-Verehrung. 
Am 14. November 1481 trat Camilla Varano in das Klarissenkloster zu Urbino ein und erhielt den Ordensnamen Battista. Im Jahr 1484 übersiedelte sie in das von ihrem Vater gegründete neue Klarissenkloster Santa Chiara in ihrer Geburtsstadt Camerino und wurde  dort 1499 zur Äbtissin gewählt. Im Jahr 1502 wurden ihr Vater und ihre drei Brüder von Cesare Borgia ermordet. 1505 gründete Sr. Battista auf Wunsch des Papstes Julius II. ein Kloster in Fermo, kehrte aber nach zwei Jahren nach Camerino zurück, wo sie bis zu ihrem Tod an der Pest Äbtissin blieb. Die Trauerfeiern fanden im herzoglichen Palast statt. Sr. Battista liegt in Chor von Santa Chiara in Camerino begraben. 
Papst Gregor XVI. sprach sie am 7. April 1843 selig. Die Heiligsprechung von Camilla Battista Varano durch Papst Benedikt XVI. fand am 17. Oktober 2010 statt. Ihr Gedenktag in der Liturgie der katholischen Kirche ist der 31. Mai.

## Werke
- Das geistliche Leben (Vita spirituale)
- Unterweisungen für einen Jünger (Istruzioni al discepolo)
- Erinnerungen an Jesus (I ricordi di Gesú)
- Unseres Herrn Seelenleiden: betrachtet von der Seligen Baptista Varani, aus dem Orden der Hl. Clara (Dolori mentali die Gesú nella sua Passione), Innsbruck 1872
- Brief für den geistlichen Vater (Lettera al padre spirituale)